# 김흥수 (관리)
김흥수(金興洙, 1891년 ~ ?)는 일제강점기의 교육인 출신 관료이다.

## 생애
출신지는 경상남도 함양군 안의면이다. 경성부로 유학하여 1912년에 경성고등보통학교 부설 교원양성소를 졸업하고 교육계에 투신했다.
출신지 안의면에 있는 안의공립보통학교를 시작으로 함양공립보통학교, 산청공립보통학교, 초계공립보통학교 등 경남 지역의 보통학교에서 교사를 역임하다가 1926년에는 진동공립보통학교 교장에 취임하였다.
1929년에 조선총독부 시학으로 발탁되어 내무부 학무과에 발령받으면서 교육행정 관료로 전직했다. 1933년에 조선총독부 경상남도 시학을 맡았고, 이듬해 총독부 군수로 승진했다. 고등관 7등으로 경상남도 남해군 군수로 발령받아 부임했다.
1935년에 총독부가 편찬한 《조선공로자명감》에 조선인 공로자 353명 중 한 명으로 수록되어 있다. 진동공립보통학교 교장이던 1928년에 다이쇼대례기념장을 받은 바 있고, 조선총독부가 시정25주년을 기해 표창한 표창자 명단에도 포함되어 있다. 일본 정부로부터 여러 차례 서보장을 수여받아 1938년을 기준으로 정7위 훈6등에 서위되어 있었다.
2008년 발표된 민족문제연구소의 친일인명사전 수록예정자 명단 중 관료 부문에 포함되었다.

## 참고자료
- 김흥수(金興洙) - 국사편찬위원회